# Masao Nozawa
Masao Nozawa (jap. 野澤 正雄, Nozawa Masao; * 26. August 1906 in der Präfektur Hiroshima; † 18. November 1994) war ein japanischer Fußballspieler. Er war der Bruder von Akira Nozawa.

## Nationalmannschaft
1930 debütierte Nozawa für die japanische Fußballnationalmannschaft. Nozawa bestritt zwei Länderspiele. Mit der japanischen Nationalmannschaft qualifizierte er sich für die Far Eastern Championship Games 1930.